# Karl Ernst von Baer
Karl Ernst von Baer, född 28 februari 1792 på Piibe herrgård, Estland, död 28 november 1876 i Dorpat, Livland, var en rysk (balttysk) zoolog.

## Biografi
Baer blev 1810 student vid Dorpats universitet och, efter att ha arbetat i Wien, Würzburg, Berlin och Königsberg, 1822 professor i naturhistoria vid universitetet i sistnämnda stad. År 1834 flyttade han till Sankt Petersburg såsom medlem av vetenskapsakademin där, men drog sig senare tillbaka till Dorpat.
I skriften Epistola de ovi mammalium et hominis genesi (1827, "Om däggdjurs- och människoäggets ursprung") visade han att däggdjursäggen finns i äggstockarnas folliklar, en upptäckt som anses utgöra grunden för den jämförande embryologin. I  Über Entwickelungsgeschichte der Thiere (1-2, 1828-37) framförde han en ny syn på djurens utvecklingshistoria, genom vilken han delvis tog avstånd från Georges Cuviers åsikter. Även på antropologins område lämnade han åtskilliga mycket viktiga bidrag. Han blev ledamot av svenska Vetenskapsakademien 1850 och tilldelades Copleymedaljen 1867.

## Utmärkelser
- Prix Montyon – vetenskapspriset,  1831[10]
- Utländsk ledamot av Royal Society,  15 juni 1854[11]
- Copleymedaljen,  1867[12]
- Maximiliansorden för konst och vetenskap,  1873
- Ryska Sankt Stanislausorden
- Fellow of the American Academy of Arts and Sciences
- Konstantin-medaljen
- Sankt Vladimirs orden
- Pour le Mérite för vetenskap och konst
- Sankt Annas orden, första klass

[Redigera Wikidata]